# Вилхелм Густлоф (кораб)
„Вилхелм Густлоф“ (на немски: Wilhelm Gustloff) е германски круизен кораб, преобразуван във военен болничен кораб и после във военен транспортен кораб и потопен в края на Втората световна война.
Потопен е на 30 януари 1945 г. от съветската подводница С-13 в Балтийско море, докато евакуира германски цивилни граждани, държавни служители и военен персонал от Гдиня, докато Червената армия напредва. Според някои оценки в инцидента загиват над 9000 души, което го прави най-смъртоносното потапяне на кораб в историята
Построен като круизен кораб за нацистката организация „Сила чрез радост“ (Kraft durch Freude) през 1937 г., той е реквизиран от Кригсмарине (германските ВМС) през 1939 г. Служи като болничен кораб от 1939 до 1940 г. След това е преобразуван на плаваща казарма за военноморски персонал в Гдиня, преди да бъде преквалифициран за транспорт на евакуиращи се хора през 1945 г.

## Строителство
„Вилхелм Густлоф“ е построен от компанията Blohm & Voss. Дълъг е 208,5 m, а е широк 23,5 m. Има тонаж от 25 484 брт. Спуснат е на вода на 5 май 1937 г.

## Име
Първоначално корабът е планиран да се нарича „Адолф Хитлер“, но вместо това е кръстен на Вилхелм Густлоф, водач на Нацистката партия в Швейцария, който е убит от еврейски студент по медицина през 1936 г. Хитлер решава да промени името, докато седи до вдовицата на Густлоф по време на панихидата му. Целта му е да се увековечи името на „героя на национал-социалистическото дело и страданието на немския народ“. Вдовицата на Густлоф присъства на спускането на кораба на вода, като на церемонията разбива бутилка шампанско в корпуса му по традиция.

## Круизен кораб
„Вилхелм Густлоф“ е първият целенасочен круизен лайнер за Германския трудов фронт (Deutsche Arbeitsfront) и се използва от дъщерната организация „Сила чрез радост“. Целта му е да предоставя развлекателни и културни дейности за германските функционери и работници, включително концерти, круизи и други ваканционни пътешествия, както и да служи за инструмент за връзки с обществеността като представя „по-приемлив образ на Третия райх“. Това е флагманът на круизния флот на организацията Сила чрез радост по пролетта на 1939 г.

## Военна кариера
През лятото на 1939 г. плавателният съд е върнат на служба, за да прибере Легион Кондор от Испания след победата на националистическите сили на генерал Франсиско Франко в Испанската гражданска война.
От септември 1939 г. до ноември 1940 г. служи като болничен кораб, с официално обозначение Lazarettschiff D.
След ноември 1940 г. медицинското оборудване е премахнато от кораба, а той е пребоядисан от медицинските си цветове (бяло със зелена ивица) на стандартно военноморско сиво. Вследствие на британската блокада на германската брегова линия, корабът се използва като казарма за близо 1000 матроси на U-boot от Втора подводна тренировъчна дивизия в Гдиня, който град е окупиран от Германия. „Вилхелм Густлоф“ стои на док в продължение на четири години, преди да бъде въведен отново в експлоатация, за да транспортира цивилни и военни като част от евакуационната Операция Ханибал.

## Операция Ханибал – евакуация
Операция Ханибал е военноморската евакуация на германските войници и цивилни от Курландия и Източна Прусия, докато Червената армия напредва. Последното пътуване на кораба включва евакуирането на немски бежанци, военни и механици, които работят в оръжейни бази в Прибалтика от Гдиня до Кил.
Пасажерският списък на кораба цитира 6050 души на борда, но това не включва много цивилни, които се качват на кораба без да се впишат в официалния регистър. Хайнц Шон, немски архивар и оцелял от трагедията, който подробно изучава потъването на кораба, заключава, че „Вилхелм Густлоф“ пренася 173 членове на екипажа (от военноморските сили), 918 офицери, унтерофицери и хора от Втора подводна тренировъчна дивизия, 373 жени-помощнички, 162 ранени войници и 8956 цивилни, от които приблизително 5000 са деца. Сред пасажерите има и персонал на Гестапо, членове на Организация „Тот“ и нацистки държавни служители и семействата им. Корабът е претъпкан и поради температурата и влажността в него много пасажери не се подчиняват на заповедите да не си махат спасителните жилетки.
Корабът напуска Данциг в 12:30 часа на обяд на 30 януари 1945 г., придружаван от пасажерския лайнер „Ханса“, също пренасящ цивилни и военно, и два миноносеца. „Ханса“ и един от миноносците имат механични проблеми и не могат да продължат, оставяйки „Вилхелм Густлоф“ с един миноносец, „Льове“. Корабът има четири капитана (капитана на кораба, два капитана на търговски кораби и капитана на подводната дивизия, разположена на кораба) на борда, които спорят относно най-добрия начин за предпазване от нападение на вражеска подводница. Противно на съвета на военния командир, лейтенант Вилхелм Цан (подводничар, който препоръчва маршрут в плитки води, близо до брега и без светлини), капитанът на „Вилхелм Густлоф“ Фридрих Петерсен решава да се насочи към дълбоките води, за които е известно, че са изчистени от мини. Когато е информиран от мистериозно радиосъобщение относно идващи германски миночистачи, той решава да включи червените и зелените навигационни светлини на кораба, за да избегне сблъсък в тъмното, което прави „Вилхелм Густлоф“ лесно забележим в нощта.
Тъй като корабът е снабден с противовъздушни оръдия, а германците, подчинявайки се на правилата на войната, не го маркират като болничен кораб, не са дадени никакви знаци, че той всъщност работи с болничен капацитет и понеже транспортира и военен персонал, той не разполага със защитата на болничен кораб, според международните споразумения.

### Потапяне
Много скоро корабът е забелязан от съветската подводница С-13 под командването на капитан Александър Маринеско. Сензорът за подводници на придружаващия миноносец е замръзнал, тоест неизползваем. Подобна е ситуацията с противовъздушните оръдия на „Вилхелм Густлоф“, което оставя плавателните съдове беззащитни. Маринеско следва корабите от дясната им страна в продължение на два часа, преди да предприеме дръзкия ход да изкара подводницата си на повърхността и да заобиколи кърмата на „Вилхелм Густлоф“, за да атакува от лявата страна, откъм брега, откъдето атаката е по-малко очаквана. Около 21 часа кап. Маринеско командва изстрелването на четири торпеда срещу „Вилхелм Густлоф“ на около 30 km от брега между Гросендорф и Леба. Последното торпедо засяда в торпедния апарат и едва не се взривява, но е обезвредено, люковете на апаратите са затворени и подводницата се потапя. Останалите три торпеда удрят кораба отляво.
Първото торпедо удря носа на Вилхелм Густлоф, което кара непромокаемите врати да заключат носа, където се намират каютите на екипажа, който спи. Второто торпедо удря жилищата на жените-помощнички, намиращи се в източения плувен басейн на кораба, изкъртвайки плочките на басейна с голяма скорост, което нанася тежки щети. Само трима от общо 373-те пасажери, намиращи се там, оцеляват. Третото торпедо попада пряко в машинното отделение в средата на кораба и прекъсва електрозахранването и комуникациите.
Според докладите, само девет спасителни лодки успяват да бъдат спуснати. Останалите са замръзнали и се налага да бъдат счупени, за да се освободят. Около 20 минути след торпедната атака, „Вилхелм Густлоф“ получава силен ляв крен, така че спасителните лодки, спуснати отдясно, се разбиват в наклонения борд на кораба и изсипват пътниците си по корабната страна.
Температурата на водата в Балтийско море по това време на годината обикновено е около 4 °C, но това е особено студена нощ с температура на въздуха между -18 °C и -10 °C и ледени късове, плаващи на водната повърхност. Много смъртни случаи са причинени или от пряко торпедно попадение, или от удавяне в нахлулата вода. Други са премазани в първоначалното паническо бягство от паникьосани пасажери на стълбите и палубите. Много други се хвърлят в ледените води на Балтийско море. По-голямата част от смъртните случаи, обаче, се дължи на ледената вода.
По-малко от 40 минути след нападението, „Вилхелм Густлоф“ вече лежи на едната си страна. Потъва с носа напред 10 минути по-късно в дълбоки 44 метра води.
Немските сили успяват да спасят 996 от оцелелите: миноносците T36 и „Льове“ спасяват по 564 и 472 души съответно, миночистачите M387, M375 и M341 спасяват по 98, 43 и 37 души съответно, параходът „Гьотинген“ – 28, спасителната лодка TF19 – 7, товарният кораб „Готенланд“ – 2, а патрулната лодка V1703 – едно бебе.
Четиримата капитана на борда на кораба оцеляват при потапянето му, но официално военноморско разследване е започнато само срещу Вилхелм Цан. Степента му на отговорност така и не е определена, поради краха на Нацистка Германия малко по-късно през същата година.

### Загуби
Данните от изследването на Хайнц Шьон сочат, че загубите по потапянето на кораба са общо 9346 души, включително 5000 деца. Неговото проучване е подкрепено от оценки, направени чрез различни методи. Discovery Channel използват компютърен софтуер и анализ, за да достигнат до оценката от 9600 смъртни случая от общо 10 600 пътници на борда.

## Последствия
Много кораби, пренасящи цивилни, са потопени по време на войната от двете страни. Въпреки това, според последните оценки на броя пътници и оцелели, „Вилхелм Густлоф“ остава най-голямата загуба на човешки животи вследствие на потапяне на плавателен съд в морската история. Според Гюнтер Грас, потапянето на кораба не е военно престъпление, а последица от войната.
Около хиляда немски военноморски офицери и мъже са на борда на кораба и умират при потапянето му. Жените на кораба неточно са описвани от съветската пропаганда като „персонал на СС от концлагерите“.
През нощта на 9 – 10 февруари, само 11 дни след потапянето на „Вилхелм Густлоф“, подводницата С-13 потапя друг немски кораб, „Генерал Щойбен“, убивайки около 4500 души.
Преди потапянето на „Вилхелм Густлоф“ капитан Александър Маринеско е изправен пред военен съд поради проблемите му с алкохола и за това, че е бил хванат в публичен дом, така че Маринеско не е считан за герой за действията си. Затова и не е награден с титлата „Герой на Съветския съюз“. Макар да е считан за брилянтен командир, той е понижен в чин до лейтенант и е отстранен от флота без почести през октомври 1945 г. През 1960 г. е възстановен в чин капитан трети ранг и му е дадена пълна пенсия. Маринеско е обявен за „Герой на Съветския съюз“ посмъртно от Михаил Горбачов през 1990 г.

## Останки
Обозначен като „Препятствие № 73“ на полските навигационни карти и класифициран като военно гробище, „Вилхелм Густлоф“ лежи на координати 55°04′22.44″ с. ш. 17°25′16.67″ и. д. / 55.0729° с. ш. 17.4213° и. д., на около 35 km от брега източно от Леба и западно от Владиславово. Това е едно от най-големите корабокрушения на дъното на Балтийско море и привлича интереса на иманярите, търсещи изгубената кехлибарена стая. За да се запазят предметите на борда на кораба и за да се предпази околната среда, полските власти в Гдиня са забранили гмуркането в радиус от 500 m около отломките на кораба.